# نیژنی انزیر
نیژنی انزیر (به لاتین: Nizhniy Anzyr) منطقه‌ای مسکونی در جمهوری آذربایجان است که در جمهوری خودمختار نخجوان واقع شده‌است.